# Mešrano Jirga
Mešrano Jirga (tudi Hiša starejših) je zgornji dom dvodomnega Državnega zbora Afganistana (spodnji dom je Wolesi Jirga). 
Ima nedoločeno število članov, ki so lokalni veljaki in strokovnjaki. Eno tretjino članov določijo distriktni sveti, eno tretjino provincialni sveti in eno tretjino predsednik Afganistana.
Mešrano Jirga ima svetovnalno vlogo, a ima tudi nekaj možnosti veta.